# スワームロボティクス

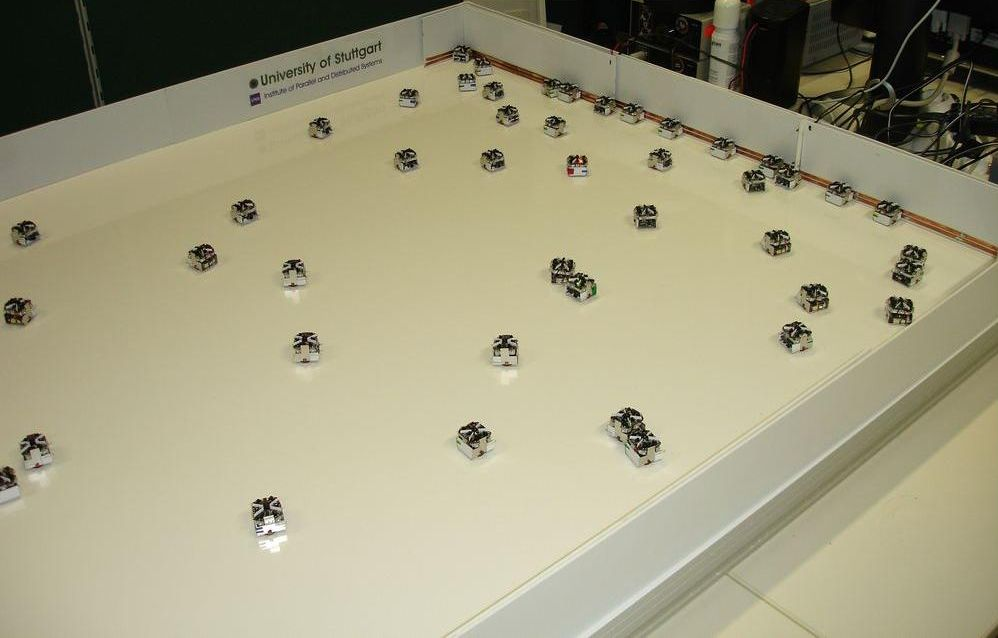
スワームロボットシステム

スワームロボティクス（swarm robotics、SR）は、群知能（swarm intelligence、SI）をもとに群ロボットを生物のように自律分散制御する学術分野。ロボットで構成される群をrobotic swarm（ロボットスワーム、ロボティックスワーム）と呼び、それらによるシステムをスワームロボットシステム（swarm robot system、SRS）と呼ぶ。スワームロボットシステムは生物の群れのように動くロボットシステムを目指しており、単なるマルチエージェントシステムとは概念が異なる。生物規範型ロボティクスに影響を受けるとともに、社会性昆虫の行動原理の解明や動物行動学の発展に寄与することが期待されている。実システムとしてはマスゲーム的なフォーメンション制御が行われ、ハーバード大学が1000台のスワームロボットでマスゲームを意識したフォーメーション制御を実現させている。また、シロアリのアリ塚のような形状を工学的に生成することにもつながる。実装においてはセンサーの分解能などが問題になり、進化ロボティクスの手法も用いられる。

## 概要
スワームロボティクスは多くの比較的単純なロボットから構成される群ロボットシステムの協調動作に関するアプローチである。その目標はロボットの設計(物理的な設計と実装すべき振る舞いの設計)の研究であり、ロボット間の相互作用とロボット群と環境の相互作用によって目的とする集団行動をとらせる。社会性昆虫の観察結果にインスパイアされた群知能がベースとなっており、個体の単純な行動にコミュニケーションが加わると、群れとしての行動の複雑さが生じることが分かっている。
一般の分散ロボットシステムと違って、スワームロボティクスではロボットの多数性を強調し、例えばローカルなコミュニケーションだけを使って、スケーラビリティを促進する。ローカルなコミュニケーションは、電波または赤外線通信を使ったワイヤレス伝送システムによって行われる。
スワームロボティクスの潜在的な応用として、非常に小型化したロボット群による作業(ナノマシン、マイクロボット)が考えられ、マイクロマシンの分散感知作業や人体内での作業が考えられる。別の応用として、採掘作業や大農場での作業など、個々のロボットを極めて低価格に設計する必要のある用途が考えられる。
いずれも、小形化とコストは、個体のチームメンバーのシンプルさを必要とし、その上で群れとして知的な意味のある行動を達成する必要があり、困難な制約である。
個体に与えられた機能から、群れとしてどう行動するかを正確に予測して設計する手法の研究が必須である。